# Viktor Oegrjoemov
Viktor Oegrjoemov (Chabarovsk, 19 augustus 1939) is een voormalig ruiter uit de Sovjet-Unie, die gespecialiseerd was in dressuur. Oegrjoemov nam deel aan de Olympische Zomerspelen 1976 en behaalde daar de zesde plaat individueel en de vierde plaats in de landenwedstrijd. Vier jaar later werd Oegrjoemov tijdens de Olympische Zomerspelen 1980 olympisch kampioen en won tevens de bronzen medaille individueel.

## Resultaten
- Olympische Zomerspelen 1976 in Montreal 6e individueel dressuur met  Said
- Olympische Zomerspelen 1976 in Montreal 4e landenwedstrijd dressuur met Said
- Olympische Zomerspelen 1980 in Moskou  individueel dressuur met Shkval
- Olympische Zomerspelen 1980 in Moskou  landenwedstrijd dressuur met Shkval

1928: von Langen, Linkenbach, Lotzbeck ·
1932: Lesage, Marion, Jousseaume ·
1936: Pollay, Gerhard, Oppeln-Bronikowski ·
1948: Jousseaume, Saint-Fort Paillard, Buret ·
1952: Saint Cyr, Boltenstern, Persson ·
1956: Saint Cyr, Boltenstern, Persson ·
1964: Boldt, Klimke, Neckermann ·
1968: Neckermann, Klimke, Linsenhoff ·
1972: Petoesjkova, Kizimov, Kalita ·
1976: Boldt, Klimke, Grillo ·
1980: Kovsjov, Oegrjoemov, Misevitsj ·
1984: Klimke, Sauer, Krug ·
1988: Klimke, Linsenhoff, Theodorescu, Uphoff ·
1992: Balkenhol, Uphoff, Theodorescu, Werth ·
1996: Balkenhol, Schaudt, Theodorescu, Werth ·
2000: Werth, Capellmann, Salzgeber, Simons-de Ridder ·
2004: Kemmer, Schmidt, Schaudt, Salzgeber ·
2008: Kemmer, Capellmann, Werth ·
2012: Hester, Bechtolsheimer, Dujardin ·
2016: Rothenberger, Schneider, Bröring-Sprehe, Werth ·
2020: von Bredow-Werndl, Schneider, Werth ·
2024: Wandres, von Bredow-Werndl, Werth